# Willi Dücker
Willi Dücker (* 26. Juli 1943; † 17. Dezember 1993 in Trier) war ein deutscher Fußballspieler. Für Eintracht Trier absolvierte er von 1960 bis 1972 in der Fußball-Oberliga Südwest beziehungsweise Fußball-Regionalliga Südwest insgesamt 139 Ligaspiele und erzielte dabei vier Tore.

## Laufbahn
Die ersten drei Einsätze in der damals erstklassigen Oberliga Südwest absolvierte der Nachwuchsspieler bereits in der Saison 1960/61 für die Elf aus dem Moselstadion. Die Blau-Schwarz-Weißen konnten mit den Torschützen Elmar May und Paul Pidancet knapp mit dem 13. Rang die Klasse halten. Am 30. Spieltag, den 23. April 1961, war das Jungtalent Dücker beim 1:0-Heimerfolg gegen den SC Ludwigshafen im Eintracht-Angriff im Einsatz. In seiner zweiten Oberligasaison, 1961/62, gehörte er mit 23 Ligaeinsätzen und einem Tor zur Stammformation. Aber ohne die zwei besten Angreifer May und Pidancet die zum Meister Borussia Neunkirchen gewechselt waren, stieg Trier 1962 in die 2. Liga ab. Dücker feierte im letzten Jahr des alten erstklassigen Oberligasystems 1962/63 mit der Eintracht die Vizemeisterschaft in der 2. Liga Südwest und gehörte damit 1963/64 dem neuen Bundesligaunterbau, der Regionalliga Südwest, an. Von 1963 bis 1972 war er danach für Trier in der Regionalliga in 111 Punktspielen aktiv und erzielte drei Tore. Seine beste Rundenbilanz hatte er 1969/70 mit 29 Ligaspielen, wo Trier den zehnten Rang erreichte.